# Терехов, Станислав Николаевич
Станисла́в Никола́евич Терехов (28 августа 1955, Москва — 15 августа 2017, там же) — российский общественный и политический деятель, председатель «Союза офицеров», сопредседатель Национально-державной партии России (НДПР) с 2002 года, заместитель председателя Президиума Центрального Совета Всероссийского собрания офицеров. Подполковник.

## Биография
Родился 28 августа 1955 года в Москве. Окончил Ленинградское высшее военно-политическое училище противовоздушной обороны в 1976 году, Военно-политическую академию им. В. И. Ленина в 1990 году.
Был членом Марксистской платформы в КПСС, а после её частичного преобразования в партию Всесоюзная партия «Союз коммунистов» в период с сентября 1991 года по декабрь 1992 года был членом «Союза коммунистов», входил в Оргкомитет, затем в Центральный Комитет партии.

### Военная служба
С 1976 года по 1987 год служил в Забайкальском и Дальневосточном военных округах на должностях от заместителя командира роты до заместителя командира полка по политической части. В 1990 году поступил в адъюнктуру кафедры права Военно-политической академии, подготовил к защите диссертацию по теме «Правовая культура советского офицера и пути её совершенствования».
Дважды в 1992 году и в 1993 годах увольнялся из армии Министром обороны Павлом Грачёвым за «политическую деятельность» и за участие в обороне Дома Советов России во время вооружённого противостояния в октябре 1993 года.

### Инцидент у штаба Объединённых Вооруженных Сил СНГ
В дни событий сентября-октября 1993 года был назначен помощником министра обороны Владислава Ачалова (назначенного и. о. президента России А. Руцким). 23 сентября 1993 года были распространены сообщения о нападении группы Терехова на штаб Объединённых вооружённых сил СНГ, после чего Терехов был арестован, содержался в тюрьме «Матросская тишина». В частности, лидер «Трудовой России» Виктор Анпилов на митинге возле Дома Совета России 23 сентября около 19 часов заявил собравшимся, что группа Станислава Терехова направилась «на захват здания армии СНГ», о чём он сам пишет в своих мемуарах. Комиссия Государственной Думы по расследованию событий 21 сентября — 5 октября 1993 года установила факт участия Терехова в рейде на штаб ОВС СНГ.
В марте 1994 года в интервью газете «Советская Россия» Терехов заявил:

Жертв бы не было, если бы не стрельба, начатая не нами. И пуля, попавшая в пожилую женщину, была выпущена уже после меня в перестрелке между милицией и ещё кем-то, кто появился потом. И опять же настоящий убийца не найден! Обвиняли нас в хищении, в ношении оружия, сопротивлении, массовых беспорядках, но никого не обвиняют в убийстве— Е. А. Тарасова. Осаждённый парламент
В 1996 году в документальном фильме «Русская тайна» Терехов заявил, что следствие не установило тех, кто убил милиционера и пенсионерку у штаба СНГ.
В 1998 году в интервью «Общей газете» Терехов заявил, что автоматчик, который убил капитана Свириденко, был «засланным казачком» и что он не давал этому автоматчику указания стрелять в милиционера: «Этого человека я лично не знаю. Он был одним из защитников Дома Советов, и мне его порекомендовали как человека надёжного. Когда мы подъехали к штабу, наш УАЗ остановили двое милиционеров. Вдруг этот человек вытаскивает автомат и стреляет в одного из них. Вскоре стало ясно, что нас поджидала засада и надо немедленно отступить. Потом наши пути не пересекались».
В июне 2006 года в беседе с доктором исторических наук Александром Островским Терехов заявил, что ещё не пришло время рассказать, кто ему приказал направиться к штабу ОВС СНГ.
Скоропостижно ушёл из жизни ночью 15 августа 2017 года.
Похоронен на кладбище деревни Куприяниха (уч. 7) Домодедовского района Московской области.

## Политическая деятельность

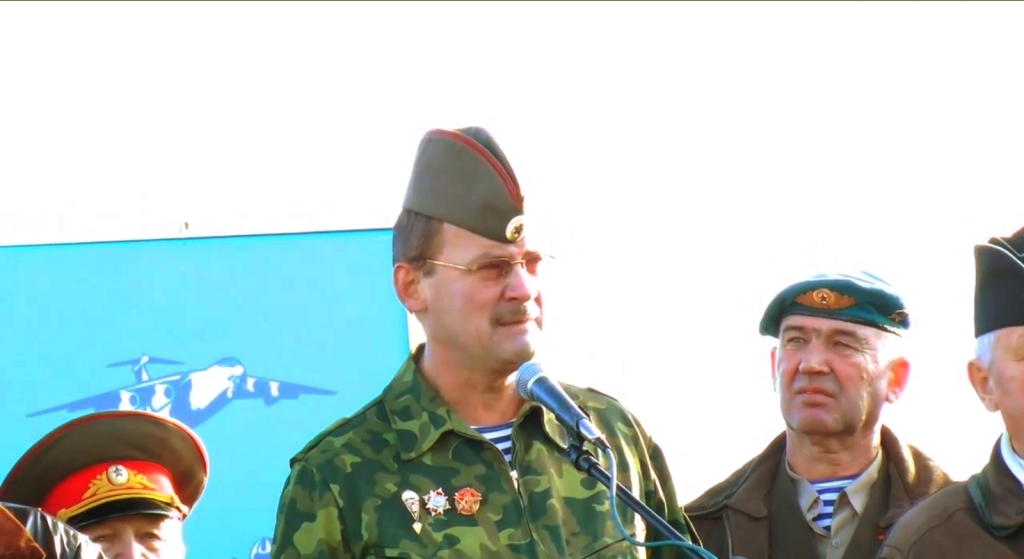
Подполковник Терехов выступает на митинге «Армия против Сердюкова». Москва, Поклонная гора, 7 ноября 2010 года

На выборах в Государственную Думу в 1995 году баллотировался в списке избирательного объединения «Власть — народу!» под номером 5.
В 1998 году баллотировался на дополнительных выборах в Государственную Думу по избирательному округу, победу в котором одержал Андрей Николаев.
На выборах в Государственную Думу в 1999 году баллотировался в списке избирательного объединения «Сталинский блок — за СССР» под номером 2.

Осенью 2002 года создал небольшую ультранационалистическую Национально-державную партию России. Несмотря на свою идеологию, партию удалось зарегистрировать; однако в мае 2003 года регистрация была отменена Верховным судом. Впоследствии Терехов примыкал к ряду русских националистических организаций;
В 2009 году Станислав Терехов, В. Ачалов, А. Баркашов выступили учредителями Общественного движения «Союз защитников России».
В 2011 году вступил в партию «Российский общенародный союз», где являлся членом политического совета.

## Семья
Был женат, имел трёх дочерей и двух внучек.